# 하이량
하이량(1988년 2월 9일 ~)은 대한민국의 가수이다. 2021년, EP <My Destiny>로 데뷔했다.

## 학력
- 대구예술대학교 실용음악과 보컬전공

## 방송
- 내일은 미스트롯 2 (2020) - Top49(46위)
- 헬로트로트 (2021) - Top60(55위)
- 현역가왕 (2023) - Top18

## 음반
- My Destiny (2021)
- New 사랑과 전쟁 OST Part.6 (2021)
- New 사랑과 전쟁 OST (2021)
- Song Request (2022)
- 꺼져 (2022)

## 수상
- 2005년 《제1회 현인가요제》대상
- 2010년 《전국속리산 단풍가요제》금상
- 2011년 《전국 LG드림 페스티벌》금상
- 2012년 《팔공산 전국승시가요제》대상
- 2014년 《대구향토가요제》대상
- 2023.08.16. 《2023 자랑스러운 한국인 100인 대상》